# Manusförfattare
Manusförfattare är en person som skriver repliker och scenanvisningar i ett filmmanuskript inför inspelningen av en film, TV-serie eller teaterpjäs. Motsvarande roll inom teatern (att skriva teatermanuskript) kallas vanligen dramatiker. Också den som skriver texten till en tecknad serie kan kallas manusförfattare, särskilt om teckningarna görs av någon annan.
Manusförfattare i Sverige är organiserade i Dramatikerförbundet.

## Arbetsuppgifter
I jobbet som manusförfattare ingår bland annat att
- hitta på idéer till nya verk
- göra research - skaffa sig faktakunskaper om ämnet
- pitcha - presentera idén för producenter och andra som kan ge klartecken för att starta en produktion
- skriva filmmanus eller teatermanuskript
- få feedback och skriva om, även på inspelningsplats under produktionen av verket.

Att arbeta som manusförfattare är till stora delar ett socialt arbete, eftersom det sällan är en enskild person som bestämmer hur slutresultatet ska se ut. I arbetet med att göra TV-serier krävs ofta att seriens skapare gör en så kallad bibel för att manusredaktionen ska ha en gemensam vision av slutresultatet. Traditionellt bearbetas och uppdateras bibeln flera gånger under seriens gång.

## Kreditering
Kreditering för manusförfattare varierar från land till land. I vissa länder, såsom Sverige och Storbritannien, anges ofta manusförfattaren än regissören som skapare till framför allt TV-serier, eftersom producenterna ofta skriver de flesta avsnitten. Inom filmbranschen delas ofta äran för filmen mellan manusförfattaren och regissören. 
I Hollywood-produktioner används ett mycket väletablerat krediteringssystem, där reglerna för vilka namn som står ovanför filmens titel, vilka namn som står på filmaffischen, och i vilken ordning namnen står bestäms av Writers' Guild of America.

## Seriemanus
Författare av seriemanus, det vill säga texten till en tecknad serie, kan också kallas manusförfattare, alternativt serieförfattare. Se vidare serieskapare.

## Källhänvisningar
1. ↑  "manuskript". NE.se. Läst 27 januari 2015.